# 眼斑岩鹨
眼斑岩鹨（学名：Prunella ocularis），是雀形目岩鹨科的一种鸟类。
眼斑岩鹨体重约22.5克，翼长约71毫米，嘴峰长约13.3毫米，喙宽度约3.7毫米，喙厚度约4毫米，跗蹠长约20.4毫米，尾长约65.1毫米。眼斑岩鹨是部分迁徙的鸟类，其栖息在开放的岩石之上，食性为杂食性。
眼斑岩鹨分布于土耳其、亚美尼亚、格鲁吉亚和伊朗。该物种是单型物种，没有亚种分化。